# Seegefecht bei Kap Santa Maria
Das Seegefecht bei Kap Santa Maria war ein Gefecht zwischen Einheiten der britischen und spanischen Marine am 5. Oktober 1804, bei welcher die Spanier eine komplette Niederlage erlitten. Eine Besonderheit dieser Schlacht war, dass sie – mit dem Ziel den Kriegsausbruch zu verhindern oder zu verzögern – vor dem eigentlichen Kriegsausbruch ausgetragen wurde und mithin einen Beitrag zum Kriegsausbruch leistete.

## Vorgeschichte
Nach dem Ende des Friedens von Amiens 1803 zeichnete sich für Großbritannien ab, dass Spanien wiederum Frankreich unterstützen und Großbritannien den Krieg erklären würde. Jedoch erfuhr die Regierung in London davon, dass die spanische Regierung noch Geld benötigte, um die Flotte wieder zu mobilisieren. Bereits 1801 musste Spanien einen Teil seiner Flotte an Frankreich verkaufen, um den anderen Teil der Flotte einsatzfähig zu halten.
Die britische Regierung wusste auch, dass der jährliche Geldtransport aus den spanischen Kolonien in Mittel- und Südamerika die notwendigen Mittel bereitstellen könnte, um die spanische Flotte zu mobilisieren. Deshalb war es für Großbritannien unabdingbar, dass dieser jährliche Geldtransport sichergestellt oder erbeutet wurde. Das spanische Geschwader hatte den Hafen von Montevideo am 9. August 1804 mit Kurs nach Spanien verlassen.
Des Weiteren war der britischen Regierung bekannt, wie viele Schiffe den Transport im Jahre 1804 übernahmen, um das Geld sicher ins spanische Mutterland zu bringen. Deshalb traf die britische Admiralität einige Vorbereitungen. Anfang Oktober 1804 wurde deshalb ein kleines Geschwader versammelt. Unter anderem wurde die 44-Kanonen-Fregatte HMS Indefatigable unter Capt. Graham Moore, zusammen mit der 38-Kanonen-Fregatte HMS Lively, Capt. Graham Hamond, sowie den 32-Kanonen-Fregatten HMS Medusa unter Capt. John Gore und HMS Amphion unter Capt. Samuel Sutton vor der spanischen Küste im Zeitraum vom 29. September 1804 bis zum 2. Oktober 1804 versammelt. Sie sollten sich auf die Schiffsroute zum Hafen von Cádiz legen, da dieser wahrscheinlich das Ziel der spanischen Schatzfregatten sein würde.

## Einheiten

### Großbritannien
| Schiff            | Kanonen | Kommandant                 | Verluste | Verluste  | Verluste  | Anmerkungen |
| Schiff            | Kanonen | Kommandant                 | getötet  | verwundet | Insgesamt | Anmerkungen |
| ----------------- | ------- | -------------------------- | -------- | --------- | --------- | ----------- |
| HMS Medusa        | 32      | Captain John Gore          | 0        | 0         | 0         |             |
| HMS Indefatigable | 44      | Commodore Graham Moore     | 0        | 0         | 0         | Flaggschiff |
| HMS Amphion       | 32      | Captain Samuel Sutton      | 0        | 3         | 3         |             |
| HMS Lively        | 38      | Captain Graham Eden Hamond | 2        | 4         | 6         |             |

Die HMS Indefatigable war ein sogenannter „Razée“. Ursprünglich als ein 64-Kanonen-Linienschiff gebaut, wurde sie zu Beginn der Koalitionskriege wegen fehlender schwerer Fregatten umgebaut. Danach wurde die HMS Indefatigable als eine 44-Kanonen-Fregatte mit 26 24-Pfünder-Kanonen im Hauptdeck und 14 12-Pfünder-Kanonen sowie sechs 42-Pfünder-Karronaden auf dem Vorschiff und dem Achterdeck mit 330 Mann Besatzung in den Schiffslisten der Royal Navy geführt.
Die HMS Lively war dagegen eine 38-Kanonen-Fregatte der Lively-Klasse mit 28 18-Pfünder-Kanonen auf dem Hauptdeck und vier 9-Pfünder-Kanonen sowie 14 32-Pfünder-Karronaden auf dem Vorschiff und dem Achterdeck, mit insgesamt 46 Geschützen an Bord.
Die HMS Medusa und die HMS Amphion waren 32-Kanonen-Fregatten der Amphion-Klasse. Beide hatten 26 18-Pfünder-Kanonen auf dem Hauptdeck sowie sechs 6-Pfünder-Kanonen und sechs 24-Pfünder-Karronaden auf dem Achterdeck und dem Vorschiff, jeweils waren 38 Geschütze an Bord.

### Spanien
| Schiff                         | Kanonen | Kommandant                      | Verluste | Verluste  | Verluste  | Anmerkungen                              |
| Schiff                         | Kanonen | Kommandant                      | getötet  | verwundet | Insgesamt | Anmerkungen                              |
| ------------------------------ | ------- | ------------------------------- | -------- | --------- | --------- | ---------------------------------------- |
| Fama                           | 34      | Miguel Zapiain y Valladares     | 11       | 50        | 61        | gekapert                                 |
| Medea                          | 40      | Francisco de Piedrola y Verdugo | 2        | 10        | 12        | Flaggschiff Admiral Bustamante, gekapert |
| Nuestra Señora de las Mercedes | 34      | Jose Manuel De Goicoa y Labart  | 237      | ?         | 237       | explodiert                               |
| Santa Clara                    | 34      | Aleson y Bueno                  | 7        | 20        | 27        | gekapert                                 |

Das spanische Geschwader umfasste ebenfalls vier Fregatten.
Flaggschiff war die 40-Kanonen-Fregatte Medea, die in etwa einer britischen 38-Kanonen-Fregatte entsprach, während die drei 34-Kanonen-Fregatten Fama, Clara und Mercedes einer britischen 36-Kanonen-Fregatte entsprachen.

## Die Seeschlacht
Am Morgen des 5. Oktober 1804 wurden in der Dämmerung gegen 6 Uhr auf den britischen Schiffen vier fremde Segel gesichtet. Sofort nahm das britische Fregattengeschwader die Jagd auf und nahm Kurs auf die unbekannten Segel. Gegen 8 Uhr morgens wurden die unbekannten Schiffe als das erwartete spanische Geschwader identifiziert.

### Die Verhandlungen und die Gefechtsvorbereitungen
Nachdem die spanischen Fregatten ihre Gegenüber als britische Fregatten identifizierten, bildeten sie eine Gefechtsformation. Dabei ging die Fama in Führung, während Medea, Mercedes und Clara in Kiellinie folgten.
Kurz nach 9 Uhr vormittags ging das britische Geschwader auf Nahkampfdistanz auf Parallelkurs an das spanische Geschwader heran. Die HMS Medusa legte sich neben die Fama, die HMS Indefatigable legte sich neben das spanische Flaggschiff Medea, die HMS Amphion neben die Mercedes und die HMS Lively neben die Clara.
Von der Indefatigable wurde mehrfach versucht das spanische Geschwader und insbesondere die Medea zum Kürzen der Segel zu bewegen. Nachdem keine Reaktion erfolgt war, ließ Capt. Graham Moore der Medea einen Warnschuss vor den Bug setzen. Erst daraufhin wurden auf der Medea und dem spanischen Geschwader die Segel gekürzt.
Einer der Offiziere der HMS Indefatigable – Lt. Thomas Arscott – wurde zur Medea gerudert, um dort Konteradmiral Bustamante den Befehl seines Captains bezüglich der spanischen Fregatten zu übermitteln. Sinngemäß wurde dem spanischen Konteradmiral übermittelt, dass das spanische Geschwader – wenn möglich ohne Blutvergießen – mitsamt dem Schatz interniert werden solle. Jedoch bestand Capt. Moore auf einer unverzüglichen Antwort von Konteradmiral Bustamante.
Nachdem Capt. Moore auf eine Antwort warten musste und auch auf ein Signal an Lt. Arscott keine Reaktion erfolgte, ließ Capt. Moore einen weiteren Warnschuss vor den Bug der Medea setzen. Daraufhin kehrte das Beiboot mit Lieutenant Arscott zurück, der allerdings nur die Weigerung Konteradmirals Bustamante überbringen konnte. Infolgedessen ließ Capt. Moore den Kurs seines Schiffes ändern, um die HMS Indefatigable vor den Bug der Medea zu legen.

### Das eigentliche Gefecht und die Verfolgungsjagd
Als die HMS Indefatigable den Kurs änderte, feuerte die Mercedes eine Breitseite auf die HMS Amphion. Auch die Medea eröffnete wenige Augenblicke später das Feuer auf die HMS Indefatigable. Als Konsequenz daraus ließ Capt. Moore das Signal zum Angriff setzen. Alle britischen Fregatten erwiderten umgehend das Feuer auf die spanischen Fregatten.
Nach neun Minuten Nahkampf Breitseite gegen Breitseite fiel bereits eine Vorentscheidung: Nach einer Breitseite der HMS Amphion explodierte die Mercedes. Kurz darauf schien die führende spanische Fregatte Fama zu kapitulieren.
Nachdem die Mercedes explodiert war und ihre Überreste von der Oberfläche verschwunden waren, setzte die HMS Amphion mehr Segel, um die von der HMS Indefatigable angegriffene Medea von Steuerbord achtern anzugreifen. Nach 17 Minuten Feuergefecht und den schweren Breitseiten der HMS Indefatigable und der aufkommenden HMS Amphion kapitulierte das spanische Flaggschiff Medea.
Diese Kapitulation bemerkte auch der Kommandant der spanischen Fregatte Fama an der Spitze der Formation. Obwohl er möglicherweise bereits – indem er die spanische Flagge eingeholt hatte – kapituliert hatte, setzte die Fama wieder ihre spanischen Nationalfarben und versuchte zu entkommen. Ihr britisches Gegenüber, die HMS Medusa, segelte daraufhin unter das Heck der davonsegelnden Fama und feuerte ihr eine Breitseite ins Heck. Jedoch hielt die Fama weiter Kurs, was zur Folge hatte, dass die HMS Medusa jetzt die Fama verfolgen musste.
Am Ende der Gefechtslinie bekämpften sich derweil die HMS Lively und die Clara weiterhin. Erst 22 Minuten nach Feuereröffnung senkte sich die spanische Flagge der Clara, und der spanische Kommandant übergab sein Schiff.
Capt. Moore auf HMS Indefatigable signalisierte der HMS Lively nach der Kapitulation der Clara, die Fama zu verfolgen. Da die HMS Lively noch relativ unbeschädigt und ein guter Segler war, war dieser Befehl sinnvoll. Um 12:45 Uhr eröffnete die HMS Lively das Feuer auf die Fama mit ihren Bugjagdgeschützen. Gegen 13:15 Uhr senkte sich die Flagge der Fama, und der spanische Kommandant übergab sein Schiff endgültig.

## Die gegenseitigen Verluste
Der Blutzoll dieses Gefechtes fiel recht unterschiedlich aus.
Auf britischer Seite waren zwei Tote und sieben Verletzte zu beklagen. Auf HMS Amphion waren drei der Verwundeten verzeichnet. Auf der HMS Lively waren die beiden Gefallenen und vier Verwundete zu vermelden. Die beiden Gefallenen auf der Lively wurden durch Trümmer der Mercedes verursacht.
Auf spanischer Seite wurden später 257 Tote, mindestens 50 Verwundete und mindestens 900 Gefangene registriert. Auf der Medea waren zwei Gefallene und zehn Verwundete zu beklagen. An Bord der Fama waren elf Mann gefallen und 50 verletzt worden, auf der Clara waren sieben Gefallene und 20 Verwundete zu verzeichnen. 
Von den 280 Mann Besatzung und Passagieren der Mercedes konnten 41 Mann gerettet werden, zwei weitere Passagiere befanden sich zum Zeitpunkt des Gefechtes auf der Medea. Die Überlebenden der Mercedes befanden sich auf deren Vorschiff und waren vom Explosionsherd weit genug entfernt. Sie wurden von Beibooten der Amphion aufgenommen.
Die Medea wurde zur HMS Imperièuse, einer 38-Kanonen-Fregatte. Sie versah noch einen langen Dienst im Dienst der Royal Navy, unter anderem unter Capt. Lord Cochrane. Die Fama und die Clara wurden als 36-Kanonen-Fregatten eingestuft, versahen aber nur Hafendienst. Die Fama wurde 1812, die Clara wurde 1815 ausgemustert.

## Der spanische Schatz
An Bord des spanischen Geschwaders befanden sich Handelswaren wie hochwertige Wolle, Zinn, Kupfer, Robbenfelle und Robbenöl.
An Barvermögen befanden sich an Bord: 1.307.634 spanische Dollar der spanischen Krone, 1.859.216 Dollar in Silber, sowie 1.119.658 Dollar in Gold und 150.011 Goldbarren, standen in anderem Eigentum. Mit der Mercedes gingen 237 Menschenleben und 1.111.940 Dollar in Silber auf dem Meeresgrund verloren. Die Angaben über den Wert dieses Schatzes differieren zwischen 1.000.000 und 2.000.000 Pfund Sterling damaliger Währung und Wert (in heutiger Kaufkraft zwischen 118,74 und 237,48 Millionen Pfund).
Die Prisen wurden zunächst nach Gibraltar eingebracht und dann nach Großbritannien gebracht. Die folgenden Verhandlungen vor dem Prisengericht der Admiralität in London führten dazu, dass der Schatz überwiegend konfisziert und nicht ausbezahlt wurde (entgegen der Auszahlung nach dem Seegefecht vom 16. und 17. Oktober 1799), da sich Großbritannien und Spanien nicht im Krieg befunden hatten. Dem britischen Geschwader wurden nach einigen Diskussionen der Admiralität letztendlich 250.000 Pfund Prisengeld zugewiesen.
Noch im Dezember 1804 erklärte Spanien aufgrund dieses Zwischenfalls, nachdem ein Protest keine Wirkung gezeigt hatte, Großbritannien den Krieg.

## Wiederentdeckung derMercedesund Gerichtsverhandlung
Das börsennotierte amerikanische Bergungsunternehmen Odyssey Marine meldete 2007 ein Schiffswrack mit einer größeren Menge Gold gefunden zu haben.
2011 entschied ein amerikanisches Gericht in Atlanta, dass das Wrack und der zwischenzeitlich geborgene Schatz Spanien zustehe. Im Gerichtsverfahren wurde auch bestätigt, dass es sich dabei um die 1804 bei diesem Zwischenfall gesunkene spanische Fregatte Mercedes handelte.

## Belletristische Rezeption
Die Schlacht wurde von C. S. Forester in seinem Roman „Hornblower auf der Hotspur“ sowie von Patrick O’Brian in „Feindliche Segel“ literarisch verarbeitet.